# Theodore Alexander Weber
Pour les articles homonymes, voir Theodor Weber et Weber.
Theodore Alexander Weber, né le 11 mai 1838 à Leipzig, et mort le 2 mars 1907 à Paris 9e, est un artiste peintre allemand naturalisé français en 1878.

## Biographie
Né Theodor Alexander Weber le 11 mai 1838 à Leipzig, il devient l'élève de Wilhelm Krause à Berlin en 1854. Il se rend à Paris en 1856 pour poursuivre ses études auprès d'Eugène Isabey. 
Il participe dès 1858 au Salon : en 1868, sa toile Le Sauvetage à l'entrée du Tréport est remarquée pour ses qualités. La même année, il participe à l'exposition maritime internationale du Havre et reçoit une médaille de bronze.
En 1870 et 1871, durant la guerre franco-allemande, il part en exil à Londres puis à Bruxelles. Il revient vivre à Paris et en 1878 il devient citoyen français.
En janvier 1886, il est nommé officiellement peintre de la Marine et expose chez Goupil & Cie plus de quarante tableaux en octobre.
En 1889, il illustre de 53 compositions Le Pôle sud, un album de Wilfrid de Fonvielle (Hachette). Il est par ailleurs un contributeur au magazine Le Tour du monde.
En 1891-1892, il expose à Munich.
Après sa mort début mars 1907 au 71 boulevard de Clichy, son atelier est dispersé aux enchères en mai à Paris, soit 208 toiles, des aquarelles et des dessins.

## Œuvre

### Huiles sur toile conservées

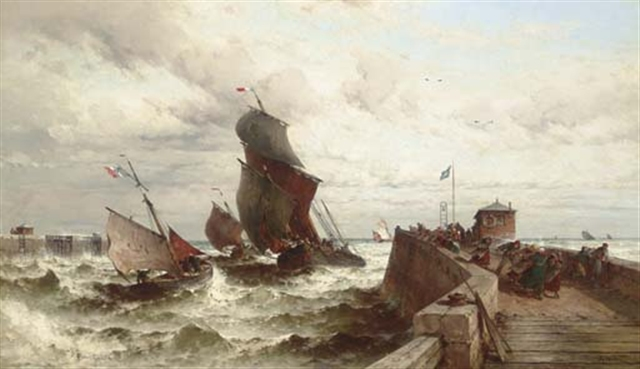
L'Arrivée des navires de pêche par gros temps

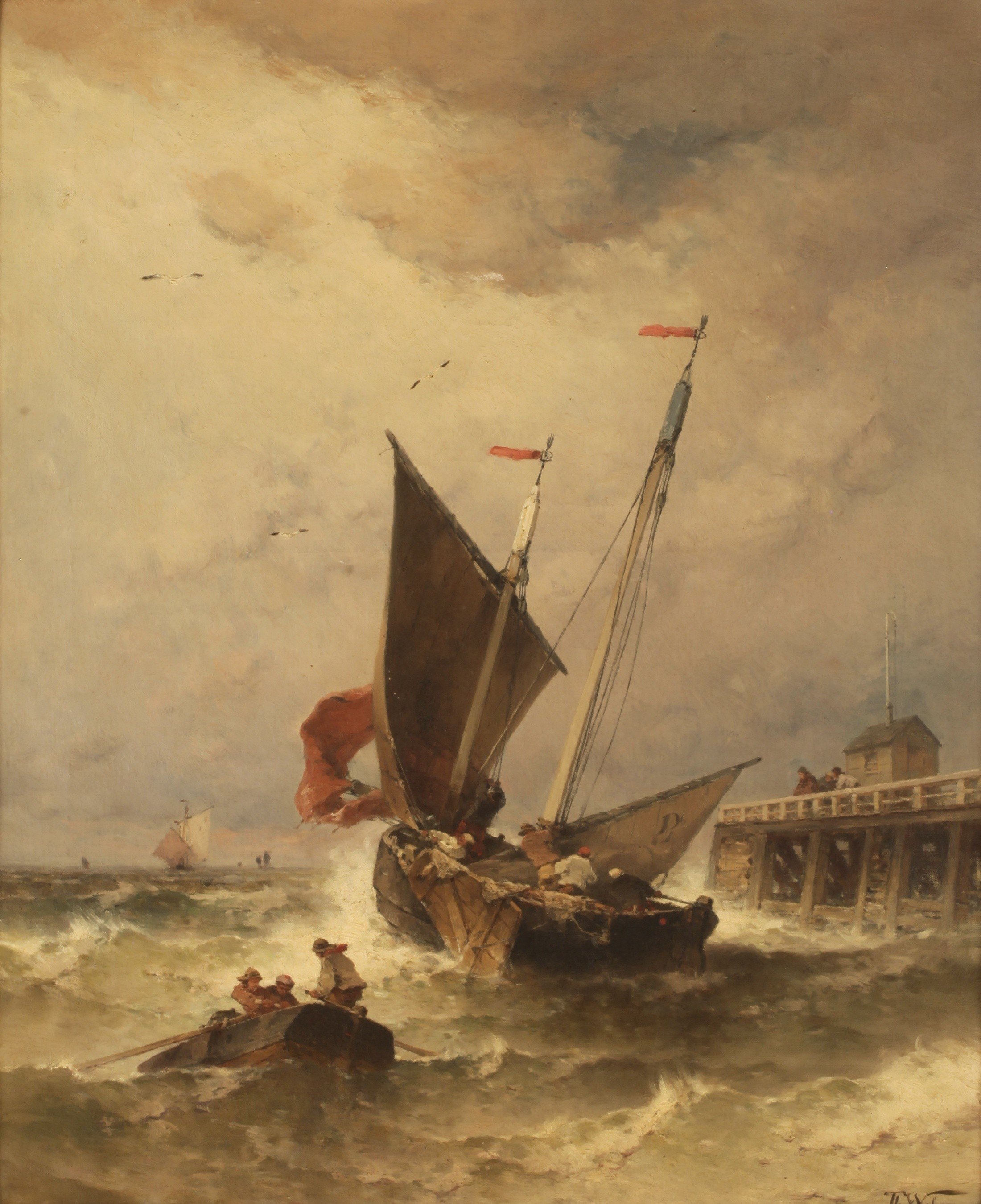
Marine, musée national des beaux-arts d'Argentine.

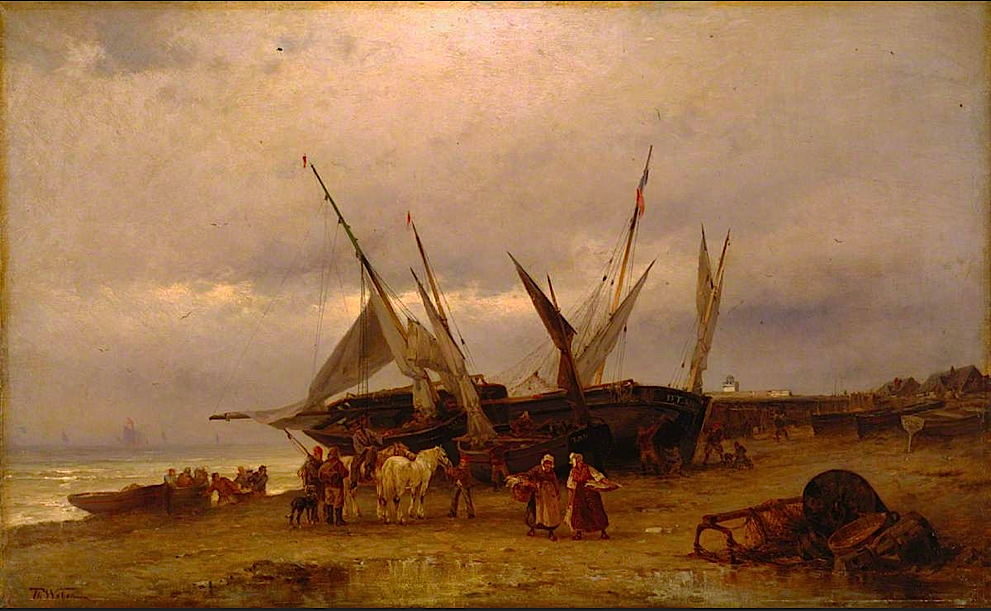
Seascape with Fishing Boats and Figures on the Shore, The Stirling Smith Art Gallery-Museum.

- Naufrage du brick anglais l'Euphémie au Tréport, Salon de 1870, Dijon, musée municipal[8].
- Havengeul van Oostende (1875), Ostende, MuZee.
- Fishing boats leaving Boulogne Harbour (1875), Melbourne, National Gallery of Victoria.
- Dover Pilot and Fishing Boats (1882), Egham, Royal Holloway, University of London.
- Journée de tempête à Dieppe ou Tempête dans le port de Dieppe (vers 1903), Dieppe, Château de Dieppe.
- L'Arrivée des navires de pêche par gros temps, musée maritime de l'île Tatihou.
- Wreck on the Kentish Coast, Warrington Museum & Art Gallery (en).
- Seascape, Kensas City, musée d'art Nelson-Atkins.
- Seascape with Fishing Boats and Figures on the Shore, Stirling, The Stirling Smith Art Gallery-Museum.
- Fishing Boats Leaving Ostend Harbour, Shipley, Shipley Art Gallery.
- Fishing Boats, Shipley Art Gallery.
- Fishing Boats at Sea, Nottingham Castle Museum and Art Gallery.
- Marine, Buenos Aires, musée national des beaux-arts d'Argentine.